# Индоевропейски езици
Индоевропейските езици (в миналото наричани още индогермански) са езиково семейство, обхващащо около 443 езика и диалекта (оценка на SIL), говорени от около три милиарда души. Сред съвременните езици от това семейство, английски, испански, руски, португалски, френски и немски (всеки от тях е роден език на над сто милиона души).
Вероятността за общ произход на тези отделни езици е изказана за пръв път от Уилям Джоунс, който забелязал сходството между четири от най-старите езици, известни по негово време – латински, гръцки, санскрит и персийски. Систематичното сравнение на тези и други стари езици, проведено от Франц Боп, подкрепило тази теория.
Реконструираният език, от който се счита, че произлизат всички индоевропейски езици, се нарича индоевропейски праезик. Съществуват разногласия относно географския му произход, като най-често за негова родина се посочва Анатолия или териториите на север или северозапад от Черно море и Армения.
Различните групи на индоевропейското семейство включват:
- Албански език – засвидетелстван от 16 век; понякога е поставян, заедно с няколко изчезнали езика, в отделна илирийска група.
- Анатолийски езици – най-рано засвидетелстваният клон – 18 век пр.н.е.; изчезнал, най-значим език от тази група е хетският.
- Арменски език – засвидетелстван от 5 век.
- Балто-славянски езици, включват балтийски езици и славянски езици – най-старите свидетелства са на старобългарски език (9 век).
- Германски езици – първи свидетелства в рунически надписи от 2 век, най-стари текстове – на готски от 4 век.
- Гръцки езици – фрагментарни записи от микенски от 14 век пр.н.е.; старогръцки език добре засвидетелстван от 7 век пр.н.е..
- Индо-ирански езици – включително санскрит, засвидетелстван от 2 хил. пр.н.е., авестийски и персийски.
- Италийски езици – включват латинския и неговите наследници, романските езици, засвидетелствани от 1 хил. пр.н.е.
- Келтски езици – галски надписи датират от 6 век пр.н.е.; стари ирландски текстове от 6 век.
- Тохарски език – изчезнал език, с две разновидности, засвидетелствани около 6 век.
- Трако-дакийски език – изчезнал език, състоящ се от тракийски език и дакийски език; фрагментарни сведения.
- Фригийски език – изчезнал език на древна Фригия, фрагментарни сведения.

## Сравнително изучаване на индо-европейските езици

### Сравняване на германските и славянските езици
Сходства се забелязват още при разглеждането на тройката глаголи „лежа-лъжа-слагам“. Вижда се, например, че в английския, немския и българския и трите думи имат еднакъв индо-европейски корен.
|    | Английски език                                                                    | Немски език                                                            | Български език                                        |
| -- | --------------------------------------------------------------------------------- | ---------------------------------------------------------------------- | ----------------------------------------------------- |
| 1. | lie (lay, lain) < lien, liggen < licgan < *ligjaną < *legh-                       | liegen (lag, gelegen) < liggen < *ligjaną < *legh-                     | лежа (лежах, лежал) < лежати< *ležati < *legh-        |
| 2. | lie (lied, lied) < lien < lēogan < *leuganą < *lewgh-                             | lügen (log, gelogen) < liogan < *leuganą < *lewgh-                     | лъжа (лъга, лъгал) < лъгати< *lъgati < *lug- < *lugh- |
| 3. | lay (laid, laid) < layen, leggen < lecgan < *lagjaną < *ligjaną, *legjaną< *legh- | legen (legte, gelegt) < leggen < *lagjaną < *ligjaną, *legjaną< *legh- | слагам и лягам                                        |